# Eberhard Leube
Eberhard Leube (* 6. März 1934 in Breslau; † 23. Oktober 1991) war ein deutscher Romanist und Literaturwissenschaftler. Er war ab 1967 ordentlicher Professor für Romanische Philologie an der Universität Bonn.

## Leben und Werk
Eberhard Leube, Sohn von Waldtraut Leube, geborene von Klaeden, und des evangelischen Kirchenhistorikers und Lehrstuhlinhabers Hans Leube, studierte an der Universität Rostock Romanische Philologie. Er wurde 1957 in Rostock bei Rudolf Brummer mit Die Geschichtswerke Rollins zum Doktor der Philosophie promoviert und ging dann wie sein Lehrer in den Westen. Von 1958 bis 1966 war er Assistent an der FU Berlin. 1966 habilitierte er sich dort bei Walter Pabst mit Fortuna in Karthago. Die Aeneas-Dido-Mythe Vergils in den romanischen Literaturen vom 14. bis zum 16. Jahrhundert und begann als Privatdozent in Berlin seine Lehrtätigkeit. Er wurde anschließend Professor für romanische Philologie an der Universität Bonn. Ein Ordinariat hatte er 1967 erhalten. Er war Mitherausgeber der Handbuchreihe Grundlagen der Romanistik (Berlin 1972 ff.) und Herausgeber der Studienreihe Romania (1975 ff.) Eberhard Leube war ab 1969 mit der promovierten Christiane Leube, geborene Frey, verheiratet, hatte zwei Kinder (Hans Peter und Sabine) und lebte in Sankt Augustin.

## Veröffentlichungen (Auswahl)
- Fortuna in Karthago. Die Aeneas-Dido-Mythe Vergils in den romanischen Literaturen vom 14. bis zum 16. Jahrhundert. Heidelberg 1969 (zugleich Habilitationsschrift 1966).
- Die Celestina. München 1971.
- Boccaccio und die europäische Novellendichtung. In: Neues Handbuch der Literaturwissenschaft: Renaissance und Barock. Frankfurt am Main 1972, S. 128–161.
- als Hrsg. mit Ludwig Schrader: Interpretation und Vergleich. Festschrift Walter Pabst. 1972.
- als Hrsg.: Walter Pabst, Themen und Texte. 1977.
- als Hrsg. mit Alfred Noyer-Weidner: Apollinaire. 1980.
- Tradición y antitradición. Ensayos y conferencias. Barcelona 1986.
- als Hrsg.: Ernst Wolf: Guillaume Apollinaire und das Rheinland. Mit einem Geleitwort von Michel Décaudin. Lang, Frankfurt am Main / Bern / New York / Paris 1988, ISBN 978-3-8204-1408-0.